# Колегаево
Колегаево — село в Некоузском районе Ярославской области России. 
В рамках организации местного самоуправления входит в Некоузское сельское поселение, в рамках административно-территориального устройства входит в состав Новинского сельского округа.

## География
Расположено на берегу реки Сить в 1 км на север от села Новинского и в 21 км на запад от райцентра села Новый Некоуз.

## История
Церковь Иоанна Предтечи в селе Колегаево построена в 1797 году коллежским советником Александром Васильевичем Сухово-Кобылиным (дедом известного драматурга А.В. Сухово-Кобылина). Церковь летняя и зимняя в одном здании имела два престола: во имя Святого Иоанна Предтечи; во имя Святителя и Чудотворца Николая. 
В конце XIX — начале XX века село входило в состав Ново-Троицкой волости Мологского уезда Ярославской губернии.
С 1929 года село входило в состав Новинского сельсовета Некоузского района, с 1944 по 1959 год — в составе Масловского района, с 2005 года — в составе Некоузского сельского поселения.

## Население
| 1859 | 2002 | 2007 | 2010 |
| ---- | ---- | ---- | ---- |
| 47   | ↘0   | →0   | →0   |

## Достопримечательности
В селе расположена недействующая Церковь Иоанна Предтечи (1797).